# Alarcia (apellido)
Alarcia es un apellido toponímico derivado de la localidad fronteriza entre el Reino de Castilla y el de Navarra llamada Alarcia. 

## Historia
Este apellido deriva del nombre del lugar donde vivía, procedía o poseía tierras la persona o familia asociados al apellido, esto es, la localidad de Alarcia, de la cual se tiene constancia escrita como Alarcia por primera vez en el censo de Floridablanca (1785-1787), a finales del siglo XVIII. Aunque la localidad es nombrada en el fuero de Cerezo, que fue concedido por Alfonso VII de León, el 10 de enero de 1146, a la villa de Cerezo de Río Tirón. con el nombre de Halariza, además posee una iglesia románica de la Baja Edad Media, siendo posible que está villa fuera fundada o repoblada en la reconquista (villas vecinas fueron fundadas por los Ansúrez o por el conde Abelmondar Téllez), pudiendo ser el origen Astur o de algún poblador de la heterogénea Bardulia (parte oriental de la costa cantábrica), que con el tiempo dio lugar al Condado de Castilla.

## Distribución del Apellido en España (por Nacimientos)
```
- Fuente INE (Datos a 1-1-2008) -
```

Como se puede observar, la emigración del siglo pasado y anteriores ha dado como resultado la distribución a zona limítrofes por un lado (La Rioja, País Vasco y dentro de la provincia de Burgos) y a las grandes ciudades, por otro, como Madrid, Barcelona o Valladolid.

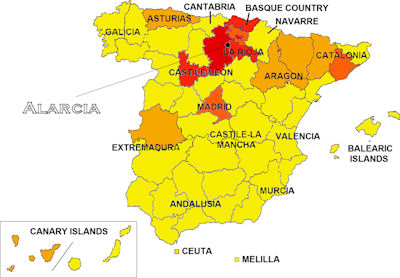
Distribución del Apellido en España.

- En Rojo Oscuro: + del 15,0% del total.
  - provincia de Burgos
- En Rojo Claro: del 7,5% al 15,0% del total. 
  - Valladolid
  - provincia de Vizcaya
  - La Rioja
  - provincia de Guipúzcoa
- En Naranja Oscuro: del 2,5% al 7,5% del total. 
  - Madrid
  - provincia de Álava
  - Barcelona
- En Naranja Claro: menos de 2,5% del total.
  - Asturias
  - provincia de Zaragoza
  - provincia de Santa Cruz de Tenerife
  - provincia de Huesca
  - provincia de Lérida
  - provincia de Cáceres
- En Amarillo: No hay personas nacidas con este apellido.